# Pariževići
Pariževići su naseljeno mjesto u općini Kiseljak, Federacija Bosne i Hercegovine, BiH.

## Stanovništvo

### 1991.
Nacionalni sastav stanovništva 1991. godine, bio je sljedeći:
ukupno: 345
- Hrvati - 328
- Jugoslaveni - 3
- ostali, neopredijeljeni i nepoznato - 14

### 2013.
Nacionalni sastav stanovništva 2013. godine, bio je sljedeći:
ukupno: 281
- Hrvati - 271
- Srbi - 5
- ostali, neopredijeljeni i nepoznato - 4